# Chace Crawford
Christopher Chace Crawford, ameriški televizijski in filmski igralec, *18. julij 1985, Lubbock, Teksas, Združene države Amerike.

## Zgodnje življenje
Christopher Chace Crawford se je rodil 18. julija 1985 v Lubbocku, Teksas, Združene države Amerike, vzgojen pa je bil v Planu. Njegov oče, Chris, je dermatolog, njegova mama, Dana, pa učiteljica. Ima tudi mlajšo sestro, Candice Crawford, ki je leta 2008 dobila naslov Miss Missouri ZDA 2008. Trenutno že štiri leta živi v Bloomingtonu, Minnesota. Po končani srednji šoli se je preselil v Malibu, da je na šoli Pepperdine University lahko nadaljeval študij.

## Kariera
Chace Crawford je svojo igralsko kariero začel leta 2006 v televizijskem filmu Long Lost Son, še istega leta malo pozneje pa se pojavi v filmu The Covenant.
Leta 2007 začne snemati serijo Opravljivka, ki jo snema še danes.
Leta 2008 se pojavi v filmih Loaded in The Haunting of Molly Hartley, seriji Family Guy (s to glasovno vlogo je prenehal letos).
Letos se je pojavil v videospotu Leone Lewis, kjer je uprizoril Leoninega fanta. Videospot je izšel letos januarja, posnet pa je bil za pesem »I Will Be«.
Trenutno snema filma Twelve  in Footloose, oba pa prideta na velika filmska platna naslednjega leta (2010).
Leta 2009 mu je revija People dodelila naslov »Hottest Bachelor«.

## Filmografija
| Filmi      | Filmi                         | Filmi                            | Filmi |
| Leto       | Film                          | Vloga                            | Opombe |
| ---------- | ----------------------------- | -------------------------------- | --- |
| 2006       | Izgubljeni sin                | Matthew Williams / Mark Halloran | Televizijski film |
| 2006       | The Covenant                  | Tyler Simms                      | |
| 2008       | Loaded                        | Hayden Price                     | |
| 2008       | The Haunting of Molly Hartley | Joseph Young                     | |
| 2010       | Twelve                        | White Mike                       | post-produkcija |
| 2010       | Footloose                     | Ren McCormack                    | pre-produkcija |
| Televizija |                               |                                  | |
| Leto       | Naslov                        | Vloga                            | Opombe |
| 2008–2009  | Family Guy                    | various                          | Glasovna vloga, dve epizodi                                                                                                |
| since 2007 | Opravljivka                   | Nate Archibald                   | 47 epizod Dobil - Teen Choice Award for Choice Breakout Star Male Dobil - Teen Choice Award for Choice TV Actor in a Drama |
| Videospoti |                               |                                  | |
| Leto       | Naslov pesmi                  | Vloga                            | Ustvarjalec |
| 2009       | »I Will Be«                   | Fant                             | Leona Lewis |